# Савельев, Серафим Александрович
Серафим Александрович Савельев (1926—1986) — советский боцман, передовик производства в морском флоте СССР. Герой Социалистического Труда (1960).

## Биография
Родился 3 июля 1926 года в городе Луга, Ленинградской области в семье служащего.
С 1942 года после окончания неполной средней школы начал работать учеником кварцедува на заводе № 617 в городе Новосибирск, где в годы Великой Отечественной войны, его семья находилась в эвакуации.
С 1944 года после окончания Владивостокской мореходной школы, был откомандирован в Балтийское морское пароходство в город Ленинград. С 1945 по 1951 годы работал матросом 2-го, 1-го класса и старшим матросом на пароходах «Ильмень», «Днестр» и «Кубань», выполнявших грузовые перевозки в советские и зарубежные порты.
С 1951 года работал боцманом на судах заграничного и большого каботажного плавания «Кубань», «Севан», «Хасан», «Волоколамск», «Дмитрий Донской», «Капитан Гастелло», «Маршал Говоров» и «Арзамас». С 1951 по 1958 годы ходил в разные районы Мирового океана, обеспечивал высокое качество погрузочно-разгрузочных работ. С 1959 года — боцман теплохода «Сретенск».
3 августа 1960 года Указом Президиума Верховного Совета СССР «за выдающиеся успехи, достигнутые в деле развития морского транспорта» Серафим Александрович Савельев был удостоен звания Героя Социалистического Труда с вручением Ордена Ленина и золотой медали «Серп и Молот».
В 1962 году участвовал в приемке построенного в Финляндии теплохода «Ижмалес», на котором впоследствии работал боцманом. В 1965 году окончил заочное отделение Ленинградского мореходного училища по специальности «штурман». С 1965 по 1972 годы работал — 4-м, 3-м и 2-м помощником капитана теплохода «Ижмалес» и парохода «Отто Шмидт». С 1972 по 1986 годах работал — старшим помощником капитана на теплоходах «Алапаевсклес», «Ольга Ульянова», «Ижевск», «Александр Ульянов», «Волголес», «Братск», «Моржовец», «Волхов», «Н.Обухова», «Невель», «Космонавт Беляев», «Космонавт Волков», «Космонавт Пацаев», выполнявших перевозки грузов на внешних и внутренних линиях.
Делегат XXII съезда КПСС (1961). Неоднократно избирался депутатом Кировского районного Совета города Ленинграда.
С 1986 года на пенсии. Жил в Ленинграде. Умер в 1986 году, похоронен на Южном кладбище.

## Награды
- Медаль «Серп и Молот» (3.08.1960)
- Орден Ленина (3.08.1960)
- Медаль «За трудовое отличие»